# Myrmecozela curtella
Myrmecozela curtella är en fjärilsart som beskrevs av Johan Martin Jacob af Tengström. Myrmecozela curtella ingår i släktet Myrmecozela och familjen äkta malar. Inga underarter finns listade i Catalogue of Life.